# Chelsea F.C. Women
Chelsea Football Club Women - kobiecy klub piłkarski Chelsea F.C.

## Obecny skład
Stan na 2 października 2022
| Nr | Poz. | Piłkarz                      |
| -- | ---- | ---------------------------- |
| 1  | BR   | Zećira Mušović               |
| 3  | OB   | Aniek Nouwen                 |
| 4  | OB   | Millie Bright                |
| 5  | PO   | Sophie Ingle                 |
| 7  | OB   | Jessica Carter               |
| 8  | PO   | Melanie Leupolz              |
| 9  | NA   | Bethany England              |
| 10 | NA   | Lauren James                 |
| 11 | PO   | Guro Reiten                  |
| 13 | PO   | Kateřina Svitková            |
| 14 | NA   | Fran Kirby                   |
| 15 | OB   | Ève Périsset                 |
| 16 | OB   | Magdalena Eriksson (kapitan) |

| Nr | Poz. | Piłkarz                 |
| -- | ---- | ----------------------- |
| 17 | PO   | Jessie Fleming          |
| 18 | OB   | Maren Mjelde            |
| 19 | PO   | Johanna Rytting Kaneryd |
| 20 | NA   | Samantha Kerr           |
| 21 | OB   | Niamh Charles           |
| 22 | PO   | Erin Cuthbert           |
| 23 | PO   | Pernille Harder         |
| 26 | OB   | Kadeisha Buchanan       |
| 27 | OB   | Alsu Abdullina          |
| 28 | PO   | Jelena Čanković         |
| 30 | BR   | Ann-Katrin Berger       |
| 32 | BR   | Emily Orman             |